# Liste der Monuments historiques in Baulon
Die Liste der Monuments historiques in Baulon führt die Monuments historiques in der französischen Gemeinde Baulon auf.

## Liste der Objekte
| Bezeichnung                                  | Beschreibung                                         | Standort                        | Kennzeichnung | Schutzstatus | Datum | Bild |
| -------------------------------------------- | ---------------------------------------------------- | ------------------------------- | ------------- | ------------ | ----- | ---- |
| Skulptur des heiligen Fiacrius               | Holz, bemalt, zweite Hälfte des 17. Jahrhunderts     | in der Kirche St-Tugdual (Lage) | PM35001539    | Inscrit      | 1977  |      |
| Schrank für Fahnen                           | Holz, um 1700                                        | in der Kirche St-Tugdual (Lage) | PM35002264    | Inscrit      | 1989  |      |
| Kelch und Patene                             | Silber, vergoldet, erste Hälfte des 19. Jahrhunderts | in der Kirche St-Tugdual (Lage) | PM35003132    | Inscrit      | 1989  |      |
| Gemälde Der Erzengel Michael besiegt Luzifer | auf Holz, um 1700                                    | in der Kirche St-Tugdual (Lage) | PM35003001    | Inscrit      | 2013  |      |
| Gemälde Eremit                               | auf Holz, um 1700                                    | in der Kirche St-Tugdual (Lage) | PM35003002    | Inscrit      | 2013  |      |
| Altar und Retabel                            | Holz, polychrom gefasst und vergoldet, um 1700       | in der Kirche St-Tugdual (Lage) | PM35003131    | Inscrit      | 1989  |      |